# بزرگراه میان‌ایالتی ۶۶
بزرگراه میان ایالتی ۶۶ (به انگلیسی: Interstate-66، مخفف:I-66) یکی از بزرگراه‌های میان ایالتی آمریکاست. که مسیر شرقی-غربی داشته و زیرمجموعه دارد.